# Karlaniürt
Karlaniürt (en rus: Карланюрт) és un poble de la república del Daguestan, a Rússia. Segons el cens del 2010 tenia 3.335 habitants.